# Meanchey
Meanchey é um dos nove distritos (Khan) da cidade de Phnom Penh, capital do Camboja. O distrito possui uma área de 43,79 km² e está situado ao noroeste de Phnom Penh. É subdividido em 8 Sangkats e 30 Kroms. De acordo com o censo do Camboja de 1998, tinha uma população de 157.112 habitantes.